# Día nacional de la No-Ficción
El Día Nacional de la No-Ficción (National Non-Fiction Day) es una celebración anual de literatura de no-ficción para niños que se celebra en Reino Unido.
El día lo crea la Federación de grupos de libros infantiles junto con "Scholastic Children’s Books" y se celebra en Reino Unido cada año el primer jueves de noviembre, aproximadamente las mismas fechas que el anuncio de los ganadores que otorga la Asociación de Bibliotecas Escolares).
Ese día se aprovecha en bibliotecas, escuelas, revistas, ateneos literarios y familiares de los niños para destacar la mejor información sobre narrativa infantil de no-ficción y enseñar como no sólo existe la ficción para disfrutar con la lectura.
Cada año la celebración versa sobre un tema nuevo. En 2012 el "National Non-Fiction Day" ha sido el 3 de noviembre.